# Équipe d'Ouzbékistan féminine de volley-ball
L'équipe d'Ouzbékistan de volley-ball féminin est composée des meilleures joueuses ouzbekes sélectionnées par la Fédération Ouzbeke de Volley-ball (Uzbekistan Volleyball Federation, UVF). Elle est actuellement classée au 45e rang de la Fédération internationale de volley-ball au 15 janvier 2010.

## Sélection actuelle
Sélection pour les qualifications aux championnats du monde 2010.
Entraîneur :  Leonid Ayraptyants ; entraîneur-adjoint :  Svetlana Ayraptyants

## Palmarès et parcours

### Parcours

#### Championnat d'Asie et d'Océanie
| - 1975 : non participant - 1979 : non participant - 1983 : non participant - 1987 : non participant - 1989 : non participant - 1991 : non participant - 1993 : 6e - 1995 : Non qualifiée - 1997 : 6e - 1999 : 7e | - 2001 : Non qualifiée - 2003 : Non qualifiée - 2005 : Non qualifiée - 2007 : 13e - 2009 : 12e - 2011 : |